# Atsinganosaurus
Atsinganosaurus velauciensis
Genre
Espèce
Atsinganosaurus est un genre éteint de dinosaures sauropodes ayant vécu dans ce qui est actuellement l'Europe au Crétacé supérieur. 

## Historique
Les restes, biens conservés, ont été découverts dans la formation géologique des « Grès à Reptiles » des Bouches-du-Rhône en France. Ce sont les seuls spécimens connus.
Atsinganosaurus a été décrit en premier par Géraldine Garcia, Sauveur Amico, Francois Fournier, Eudes Thouand et Xavier Valentin en 2010 et nommé Atsinganosaurus velauciensis.

## Étymologie

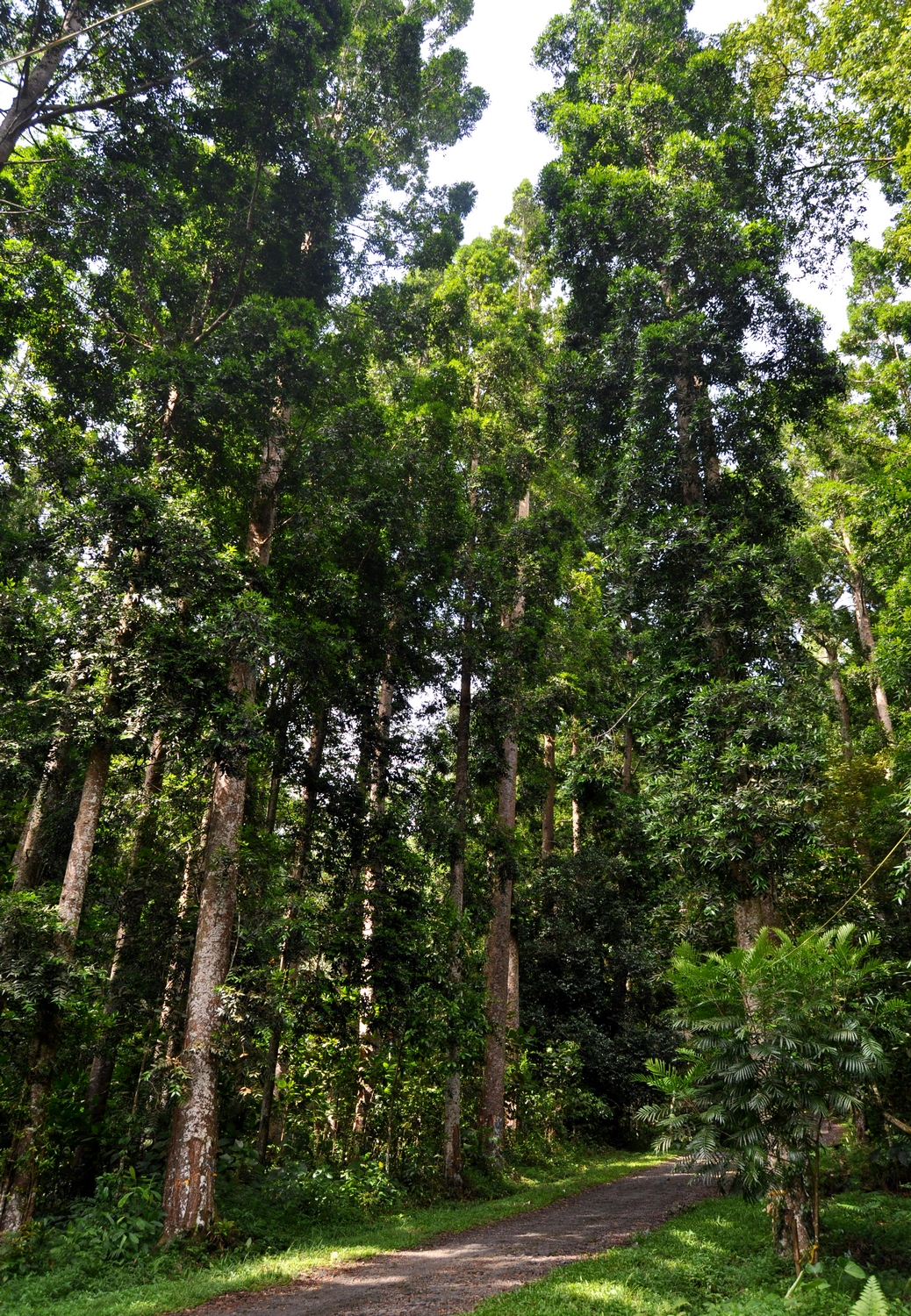
Il y a 70 millions d'années, des Araucariacées proches du kaori constituaient une source de nourriture pour les grands dinosaures herbivores comme Atsinganosaurus.

Le nom générique Atsinganosaurus est dérivé du grec τσιγγάνος ou αθίγγανος, les deux signifiant « tzigane », car l'espèce a probablement migré des îles transylvaines (bassin de Hațeg dans l'actuelle Roumanie) vers les îles ibéro-armorcaines (actuelles péninsule Ibérique et Bretagne), et velauciensis d'après le lieu de sa découverte, Velaux - La Bastide Neuve.

## Description
Atsinganosaurus est un titanosaure, il est cependant relativement petit pour un sauropode, le spécimen retrouvé ne mesurant qu'une douzaine de mètres de long.

## Paléoécologie
Au Crétacé supérieur, sur le site de Velaux, Atsinganosaurus vivait avec d'autres dinosaures comme l'ornithopode Matheronodon provincialis, mais aussi des dinosaures carnivores, de grands ptérosaures (Mistralazhdarcho), des tortues et des crocodiles. Des requins primitifs (hybodontes) et des poissons-alligators (lépisostées) peuplaient également les eaux de cette plaine alluviale,.